# Babki (województwo wielkopolskie)
Babki – wieś w Polsce położona w województwie wielkopolskim, w powiecie poznańskim, w gminie Mosina, nad Koplem i Babinką.

## Historia
Wieś należała do dóbr wojewody Mikołaja Przedpełkowica. Odziedziczył je po nim Mikołaj z Kobylina, który w 1364 zamienił je z biskupem poznańskim Janem z Lutogniewa. W 1564 połowa łanów wsi była opuszczona.
Wieś duchowna, własność biskupstwa poznańskiego, pod koniec XVI wieku leżała w powiecie poznańskim województwa poznańskiego.
W latach 1954–1959 wieś należała do gromady Czapury, po jej zniesieniu należała i została siedzibą gromady Babki. W latach 1975–1998 miejscowość administracyjnie należała do województwa poznańskiego.

## Nadleśnictwo
Na terenie wsi znajduje się Nadleśnictwo Babki wyodrębnione 1 października 1947 roku z Nadleśnictwa Kórnik. Składa się ono z dwóch obrębów Babki i Kórnik, dziewięciu leśnictw: Drapałka, Kobylepole, Mieczewo, Rogalin, Mechowo, Błażejewo, Czmoń, Łękno, Mechlin oraz posiada jedną szkółkę leśną - Odrzykożuch. Od 22 sierpnia 2007 zasoby Nadleśnictwa powiększone zostały o Leśnictwo Mechowo oraz kompleks leśny Antoninek. Przy leśniczówce rosną dwa drzewa pamiątkowe:
- Cis Benedyktyński wyhodowany z nasion pobłogosławionych przez papieża Benedykta XVI, posadzony 28 czerwca 2011 z okazji Międzynarodowego Roku Lasów,
- Sosna Taborska z nasion pobłogosławionych przez tego samego papieża, posadzona 27 maja 2007 na pamiątkę pielgrzymki papieskiej do Polski[8].

## Przyroda
W lesie, na południowy wschód od leśniczówki w latach 50. XX wieku odkryto stanowisko widłaka goździstego.